# Guy II de Nesle
Pour les articles homonymes, voir Nesle (homonymie).
Guy II de Clermont-Nesle (1326 - 14 août 1352), seigneur de Mello et d'Offémont, est un aristocrate et militaire français du XIVe siècle.

## Biographie

### Famille
Guy II de Nesle est le fils de Jean Ier de Nesle (1288 - 3 mai 1352) et de Marguerite de Mello. Il épousa en premières noces, le 23 mai 1342, Jeanne de Bruyères-le-Châtel, fille de Thomas II de Bruyères et d'Isabelle, fille d'Adam IV de Melun. En secondes noces, il épousa, en 1351, Isabeau de Thouars, vicomtesse de Thouars et comtesse de Dreux, dame de Bridiers et de Gamaches, fille de Louis, vicomte de Thouars, et de Jeanne II, comtesse de Dreux (veuve, Isabelle de Thouars épouse 2° Ingelger Ier d'Amboise, d'où la suite des vicomtes de Thouars ; puis 3° Guillaume d'Harcourt seigneur de La Ferté-Imbault et de Montfort-le-Rotrou). De sa première union naquirent :
- Marie de Clermont-Nesle, + après 1363, ép. avant 1356 Raoul Le Flamenc, seigneur de Canny (60) et de Varesnes (fils de Raoul Le Flamenc et de Jeanne de Chartres)
- Yolande de Nesle, ép. dès 1391 Colart d’Estouteville, seigneur de Lammervile et Aussebosc (76), conseiller & Chambellan du Roi, Sénéchal de Toulouse et d’Albi, + entre 04/03 et 08/1399 (fils de Colart d’Estouteville et de Jeanne de La Tournelle)
- Robert de Nesle, + après 1386, chevalier, sert sous le sieur de Coucy (1379/80, Picardie, Normandie), ép. ? Ide de Dormans, + 08/10/1379 (fille de Guillaume de Dormans, Chancelier, et de Jeanne Baube)
- Jean II de Nesle (~1343 - 1er novembre 1388), écuyer, seigneur d’Offémont, Mello et Lèves. Il épousa en 1365 Adèle de Mailly, dame d’Acheux (+ 1400 ou 1410/12), fille de Gilles III de Mailly et de Péronne de Raineval : d'où la suite des sires d'Offémont, Mello, Acheux... par leur fils Guy III, et leur fille Blanche (II) de Nesle, femme de Raoul Ier de Flavy et mère de Guillaume
- probablement Blanche (Ire) de Nesle, épouse d'Hector de Chartres et mère de Regnault : cf. le site MedLands : Clermont-Nesle.

### Carrière militaire
Il est fait maréchal de France en 1345, suivant un titre de la chambre des comptes mentionnant qu'il reçut du roi une pension de  100 livre à cette occasion.
Par lettre du roi du 30 août 1350, il est nommé Capitaine Général d’Artois, du Bourbonnais et des Flandres, Boulonnais, Poitou, Limousin,  Saintonge, Périgord  puis en Anjou, Bretagne et Maine
Il assiste au sacre du roi Jean II le Bon.
Il est défait et fait prisonnier par les Anglais au cours du siège de Saint-Jean-d'Angély en Saintonge, le 1er avril 1351, il fut puis moyennant une rançon à laquelle le roi de France contribua pour 10 000 écus.
Il est tué au combat de Mauron en Bretagne le 14 août 1352.

## Armoiries
| Figure | Blasonnement |
|        | Selon le Folio 49v de l'Armorial de Gelre De gueules, semé de trèfles d'or, à deux bars adossés du même, brochants sur-le-tout. Cimier : Un plumail de coq de sable, issant d'une cuve de gueules, trèflée d'or, sur un tortil d'argent. |
|        | On trouve aussi : De gueules, semé de trèfles d'or, à deux bars adossés du même, le premier brisé d'une coquille d'azur. |